# Helen Kendall
Pour les articles homonymes, voir Kendall.
Helen Mary Kendall (1892 - 1985) est une infirmière militaire canadienne originaire de Nouvelle-Écosse qui fut l'une des 446 Canadiennes à recevoir la Croix rouge royale pour son service militaire durant la Première Guerre mondiale puis la Seconde Guerre mondiale.

## Biographie
Helen Mary Kendall naît le 29 octobre 1892 à Sydney, en Nouvelle-Écosse,. Elle est la fille de Henry Ernest Kendall, un médecin très respecté qui a également servi pendant la Première Guerre mondiale.
Elle suit une formation d'infirmière en chirurgie à l'Hôpital Royal Victoria de Montréal. Après avoir obtenu son diplôme en 1916, elle exerce brièvement comme anesthésiste, avant de quitter le Canada à bord du S.S. Essequibo en mars 1917 et de servir dans le Corps médical royal canadien en tant qu'infirmière militaire (en). Elle est l'une des quelque 3 000 Canadiennes à servir ainsi pendant la Première Guerre mondiale.
Au cours du voyage, le navire est intercepté et arrêté par un sous-marin allemand, mais il est autorisé à poursuivre sa route et arrive à destination le lendemain, le 16 mars 1917. Sa première affectation pendant la guerre fut à l'hôpital militaire d'Orpington, en Angleterre,.
Elle commence à servir dans le corps médical des hôpitaux militaires en France, en 1917, et est affectée à l'hôpital d'Étaples en mai 1918, qui est attaqué peu après par des bombardiers allemands qui tentent de détruire un pont situé à proximité. À la suite de cette attaque, elle reçoit la médaille de la Croix rouge royale, devenant ainsi l'une des 446 récipiendaires canadiens de cette médaille. 
Après la Première Guerre mondiale, elle continue à servir en Angleterre jusqu'en 1919. En 1920, Helen Kendall sert en Roumanie dans un hôpital et une école d'infirmières. Elle sert de nouveau comme infirmière militaire dans un hôpital militaire à Basingstoke durant la Seconde Guerre mondiale jusqu'en 1942, date à laquelle elle retourne au Canada. 
Elle meurt sur l'Île du Cap-Breton le 4 décembre 1985 à l'âge de 93 ans, sans s'être mariée ni avoir eu d'enfants,.